# Ángel González-Adrio
Ángel González Adrio, (nacido el 10 de febrero de 1931 en  Pontevedra, Galicia) es un exjugador de baloncesto español. 

## Trayectoria
Ángel González Adrio nació en Pontevedra pero desde muy pequeño se afincó junto a su familia en Argentina. Posteriormente, ya de regreso a España, jugó en las filas del Picadero Jockey Club y el RCD Español. Pudo haber sido un jugador de primer nivel, pero problemas de lesiones se lo impidieron. Jugó el primer mundial que se disputó en baloncesto, el de  Argentina 1950, con casi 1,90 de estatura fue uno de los jugadores más altos de la Selección que acudió al Mundial. Su sobrino Rafael González-Adrio también fue internacional por España.

## Internacionalidades
Fue internacional con España en 6 ocasiones
. Participó en los siguientes eventos:
- Campeonato Mundial de Baloncesto de 1950. 9/10